# Hindu Raj
L'Hindu Raj (en urdú: ہندو راج) és una serralada que es troba al nord del Pakistan, entre l'Hindu Kush i la gran serralada del Karakoram. El seu cim més alt és el Koyo Zom, que s'eleva fins als 6.872 msnm. Altres cims destacats de la serralada serien el Buni Zom, Ghamubar Zom i Gul Lasht Zom. Els cims de l'Hindu Raj se situen entre els 5.000 i els 6.000 metres de mitjana.

## Etimologia
El nom Hindu Raj (हिन्दू राज) significa "domini hindú" en sànscrit i les seves llengües descendents, com l'hindi-urdú. La paraula hindu, usada per descriure els habitants de la terra del riu Sindhu (Indus), deriva en última instància de la paraula sànscrita Sindhu (सिन्धु), que significa "una gran massa d'aigua"; la paraula raj significa "regla" en sànscrit.

## Característiques
La serralada de l'Hindu Raj transcorre entre Chitral i Gilgit. Es troba al sud de les muntanyes del Pamir i a l'est de l'Hindu Kush. Les muntanyes Hindu Raj discorren paral·leles a les de l'Hindu Kush. El seu cim més alt és el Koyo Zom, que s'alça fins als 6.872 metres.